# Černá u Bohdanče
Obec Černá u Bohdanče se nachází v okrese Pardubice, kraj Pardubický. Žije zde 698 obyvatel.

## Historie
První písemná zmínka o obci pochází z roku 1377.